# Gebäudehöhe
Die Gebäudehöhe ist allgemein ein spezieller Bemessungswert der Kubatur eines Gebäudes oder ähnlichen Bauwerks.

## Grundlagen
Die Gebäudehöhe ist abgesehen von bautechnischen Fragen der Stabilität oder des Brandschutzes vornehmlich ein zentraler Begriff der Raumordnung. Hierbei dreht es sich um zwei Bereiche von Fragestellungen:
- Zum einen den der örtlichen und überörtlichen Raumplanung dazu, ob ein gewisses Wohngebiet ländlichen, suburbanen, urbanen oder kernstädtischen Hochhaus-Charakter hat. Dazu werden meist höchstzulässige Gebäudehöhen festgesetzt, um ein gewisses Ortsbild oder Ortsüblichkeit der Baulichkeiten zu bewahren. Umgekehrt finden sich auch vorgeschriebene minimale Gebäudehöhen, ebenfalls etwa zum Schutz des Aussehens einer Häuserzeile, oder um Vorgaben der Bebauungsdichte zwecks Wohnraumschaffung zu erfüllen.
- Und zum anderen Fragestellungen am konkreten Bauplatz, etwa zum Sicherheitsabstand des Bauwerks zu den Nachbarbauwerken, oder in Bezug auf angrenzende Verkehrsflächen, sowie nachbarschaftsrechtliche Belange, etwa inwieweit ein Bauwerk die Nachbargrundstücke durch Verschattung beeinflusst (Abstandsfläche).

Obschon die Gebäudehöhe eine der Grundabmessungen einer Baulichkeit ist, kann ihre Ermittlung in der Praxis sehr kompliziert werden:
- Diese betrifft zum einen den unteren Bemessungspunkt. Jener kann vorgegeben sein, etwa innerstädtisch durch ein klares Niveau einer Verkehrsfläche. In Hanglage oder im Freiland gestaltet sich das anders. Weiters wird das direkte Gelände und die Freiflächen um einen Neubau oft nachträglich umgestaltet, sodass es auch eine klare Angabe des Zeitpunkts der Festlegung des Fußpunkts zur Gebäudehöheberechnung erfordert.
- Zum anderen ist auch der obere Bemessungspunkt festzulegen, was bei komplizierteren Grundrissen, Dachformen und Gestaltung des Baukörpers auch zu vielfältigen Berechnungsverfahren führen kann. Dazu treten im Allgemeinen sekundäre Bauelemente, wie Schornsteine, Brüstungen von Flachdächern oder Aufbauten der Haustechnik.

Aus diesen primär bauleitplanerischen Erwägungen heraus ist die Gebäudehöhe im bauordnungsrechtlichen Sinne oft nicht die absolute Gesamthöhe des Gebäudes (etwa die Firsthöhe).
Außerdem besteht – über die Vorschriften über die minimalen Raumhöhen – ein Zusammenhang zwischen Bauwerkshöhe und Stockwerksanzahl.

## Nationales

### Deutschland
Je nach Zusammenhang kann zur Ermittlung der Gebäudehöhe die Höhe der Außenwände, die Firsthöhe oder ein Zwischenmaß herangezogen werden.
Die Landesbauordnungen der Bundesländer stufen Gebäude anhand der Höhe in Gebäudeklassen ein, die insbesondere über die Anforderungen an den Brandschutz entscheidet.
Die Gebäudeklasse bemisst sich nach dem gemittelten Maß zwischen der Geländeoberfläche und der Fußbodenoberkante des höchstgelegenen Geschosses, in dem ein Aufenthaltsraum möglich ist.

### Österreich
In Österreich sind die Baugesetze und Bauordnungen Ländersache. Die Berechnung der Gebäudehöhe – in einigen Landesvorschriften Bauhöhe oder Höhe des Gebäudes genannt – ist dabei durchwegs weder in den Bau[ver]ordnungen noch in der gesamtösterreichischen ÖNORM B 1800 (Ermittlung von Flächen und Rauminhalten) oder den OIB-Richtlinien genauer definiert, sondern gutachterliche Praxis. Dabei gilt im Allgemeinen:
- die Gebäudehöhe ist die Höhe der Außenwandflächen inklusive Dachsaum, also dem höchsten Punkt entlang der Baulinie (Hausfronten), im Allgemeinen der Schnittlinie mit der Dachfläche (Traufenpunkt) oder dem oberen Fassadenabschluss des Hauptbaukörpers.
- Die Ermittlung erfolgt durch Abwicklung der Gebäudehülle (unter Vernachlässigung gewisser minderer vor- und einspringender Bauelemente), und der Division von Frontfläche durch Frontbreite, nach Bedarf bezogen auf die Hauptfassade, oder abschnittsweise (mittlere Gebäudehöhen je Front).

Die diesbezüglichen Bestimmungen finden sich beispielsweise in § 4 Z. 31 Steiermärkisches Baugesetz (Begriffsbestimmungen: „Gebäudehöhe: der jeweilige vertikale Abstand zwischen einem Punkt auf der Geländeverschneidung (natürliches Gelände) mit der Außenwandfläche und dem darüberliegenden Dachsaum“), § 81. Abs. 1 Bauordnung für Wien („Bei Gebäuden […] gilt […] als Gebäudehöhe der lotrechte Abstand von der festgesetzten Höhenlage der Verkehrsfläche bis zur obersten Schnittlinie der zulässigen Außenwandfläche der Straßenfront“) oder § 57 Abs. 2 Salzburger Raumordnungsgesetz („Die Festlegung der Bauhöhe hat sich auf den höchsten Punkt des Baues und das oberste Gesimse oder die oberste Dachtraufe […] zu beziehen“) angedeutet, in anderen Bundesländern findet sich nur der Begriff an sich erwähnt. Eine Ausnahme stellt die neue Niederösterreichische Bauordnung 2014 dar, in deren § 53 Höhe von Bauwerken ausführliche Ermittlungsgrundlagen genannt und illustriert sind.
Die höchstzulässige Gebäudehöhe (teils auch Bebauungshöhe genannt) findet sich dann manchmal landesweit in den Bau- oder Raumordnungsgesetzen festgelegt, manchmal in den örtlichen Raumordnungs- und Bebauungsplänen. Auch hierzu finden sich als Ausnahme in § 53a NÖ BO ausführlichere Hinweise. Einige Länder (Wien und Niederösterreich) definieren dann auch Bauklassen respektive Areale, in denen gewisse Bauklassen obligat sind.

### Schweiz
In der Schweiz, wo das Baurecht sowohl kantonal als auch kommunal geregelt ist, galt die Frage der vielen regionalen Definitionen der Gebäudehöhe lange als Musterbeispiel uneinheitlicher Baupolitik. Mit der interkantonalen Vereinbarung über die Harmonisierung der Messweisen (Anhang 1 der Interkantonalen Vereinbarung über die Harmonisierung der Baubegriffe, IVHB) konnte 2010 jedoch eine gemeinsame Regelung getroffen werden.
Auf einen expliziten Fachausdruck Gebäudehöhe wurde dabei verzichtet, es finden sich folgende zwei Definitionen:
- Gesamthöhe (im Sinne der absoluten Gebäudehöhe) als „der grösste Höhenunterschied zwischen dem höchsten Punkt der Dachkonstruktion und den lotrecht darunter liegenden Punkten auf dem massgebenden Terrain.“ (Ziff. 5.1 Anh. 1 IVHB).  Das gilt auch für Flachdächer.  Nicht berücksichtigt werden technisch bedingte Dachaufbauten wie Sonnenkollektoren oder Antennen.[6]
- Fassadenhöhe (im Sinne der Höhe bis Traufpunkt) als „der grösste Höhenunterschied zwischen der Schnittlinie der Fassadenflucht mit der Oberkante der Dachkonstruktion und der dazugehörigen Fassadenlinie.“ (Ziff. 5.2 Anh. 1 IVHB)

Zwischen Oberkante des Dachgeschossbodens (Rohbau) und Traufpunkt wird die Kniestockhöhe gemessen (Ziff. 5.3 Anh. 1 IVHB).
Diesem Konkordat sind aber nicht alle Kantone beigetreten (Bern lehnte das überhaupt explizit ab), sodass auch abweichende Regelungen noch lokal rechtwirksam sind.